# Mouriri
Mouriri es un género  de plantas perteneciente a la familia Melastomataceae. Comprende 114 especies descritas y de estas, solo 53 aceptadas. Se distribuye por México, Mesoamérica a Bolivia y Brasil, Venezuela y las Antillas.

## Descripción
Son arbustos o árboles, generalmente glabros; con ramitas teretes, cuadradas o 4-aladas. Hojas sésiles o cortamente pecioladas, coriáceas, enteras, pinnatinervias, típicamente con sólo la vena media elevada y marcada.
Flores (4)5-meras, axilares, solitarias o en tirsos pequeños, dicasios simples o fascículos, cada una con 2 o 3 pares espaciados de brácteas subyacentes, caducas, decusadas, sésiles. Hipanto obcónico a turbinado o campanulado; cáliz lobado, si estuvo fusionado antes de la antesis, entonces estará partido en lobos regulares o irregulares. Pétalos glabros, papilosos o puberulentos, blancos, amarillos, rosados o purpúreos. Estambres 10, isomorfos y glabros; anteras linear-oblongas y ligeramente curvas a subreniformes, lateralmente comprimidas, dehiscentes por medio de 2 hendiduras o poros terminales o subterminales arqueados, en su mayoría amarillas, el conectivo engrosado, redondeado o prolongado en la base formando un espolón robusto, dorsal, caudiforme, si no, engrosado dorsalmente y con una glándula cóncava productora de aceite (eleóforo), linear a elíptica. Ovario ínfero, 1-5-locular; placentación axilar basal, rara vez axilar o libre central; estilo exerto, filiforme; estigma puntiforme o truncado. Fruto en baya, frecuentemente coronado por el hipanto persistente y el cáliz; semillas 1-12, lisas y brillantes, irregularmente ovoides a globosas o en forma de cuña y aplanadas en las caras de contacto, pardas.

## Taxonomía
El género fue descrito por Jean Baptiste Christophore Fusée Aublet y publicado en Histoire des Plantes de la Guiane Françoise 1: 452–453, pl. 180. 1775.

## Especies seleccionadas
- Mouriri abnormis
- Mouriri acuta
- Mouriri ambiconvexa
- Mouriri angulicosta
- Mouriri anomala
- Mouriri apiranga, Spruce ex Triana - apiranga de Brasil
- Mouriri arenicola
- Mouriri bahiensis
- Mouriri barinensis
- Mouriri cauliflora, Mart. ex DC.
- Mouriri completens, (Pitt.) Burret
- Mouriri elliptica
- Mouriri glazioviana
- Mouriri gleasoniana, Standl.
- Mouriri laxiflora, Morley
- Mouriri longifolia, (Kunth) Morley - guamufate del Orinoco[4]
- Mouriri mirtilloides, (Sw.) Poir. - yayá cimarrona y yayá macho en Cuba.[4]
- Mouriri panamensis, Morley
- Mouriri pseudogeminata[5]
- Mouriri pusa, Gardner - mandapuça de Brasil
- Mouriri spathulata Griseb. - mirto de Cuba[4]
- Mouriri steyermarkii Standl.
- Mouriri valenzuelana A. Rich. - mano de pilón, palo torcido de Cuba.[4]

## Biografía
1. Almeda, A. 2001. Melastomataceae in Fl. Nicaragua. Monogr. Syst. Bot. Missouri Bot. Gard. 85(2): 1339–1419.
2. Davidse, G., M. Sousa Sánchez, S. Knapp & F. Chiang Cabrera. (eds.) 2009. Cucurbitaceae a Polemoniaceae. Fl. Mesoamer. 4(1): 1–855.
3. Forzza, R. C. & et al. et al. 2010. 2010 Lista de espécies Flora do Brasil. https://web.archive.org/web/20150906080403/http://floradobrasil.jbrj.gov.br/2010/.
4. Idárraga-Piedrahíta, A., R. D. C. Ortiz, R. Callejas Posada & M. Merello. (eds.) 2011. Fl. Antioquia: Cat. 2: 9–939. Universidad de Antioquia, Medellín.
5. Stevens, W. D., C. Ulloa Ulloa, A. Pool & O. M. Montiel Jarquin. 2001. Flora de Nicaragua. Monogr. Syst. Bot. Missouri Bot. Gard. 85: i–xlii,.